# Baptiste-Marrey
Jean-Claude Marrey, dit Baptiste-Marrey, est un homme de lettres et écrivain français né le 7 janvier 1928 à Paris 12e, fils de Lucien Maurice Marrey et de Fernande Gabrielle Mijoule, époux de Alix Roselyne Romero, et mort le 22 janvier 2019 à Gentilly,.

## Biographie
Baptiste-Marrey est né à Paris le 7 janvier 1928 non loin de la gare de Lyon, d’une famille implantée depuis trois générations à Bercy (La Peau de mon enfance). Il passe ses jeunes années et son adolescence à Paris et dans la région parisienne (Bois-le-Roi, Andrésy), notamment les quatre années de l’Occupation (Le Maître de Stammholz).
Après des études secondaires où le marque, surtout, l’année de philosophie, il travaille comme apprenti-typographe chez l’imprimeur-graveur Jean-Gabriel Daragnès, puis comme metteur en pages dans diverses maisons d’édition et de publicité.
Sur la recommandation d’Albert Camus, il est engagé par Michel Saint-Denis en 1954 au Centre Dramatique de l’Est à Strasbourg (aujourd’hui TNS), dont il est pendant neuf ans le Secrétaire Général. Il travaille ensuite dans des centres d’action culturelle (Amiens, Yerres, Mulhouse), et après vingt-deux ans de travail sur le terrain, il entre, en 1976 au Ministère de la Culture. Il y occupe divers postes, qui le font se déplacer à travers toute la France notamment aux fonds d’Intervention Culturelle, de 1982 à 1984 dont il est le Secrétaire Général. Il est ensuite Inspecteur Général des Spectacles de 1985 à 1991.
Il est ponctuellement expert pour la politique culturelle auprès du Conseil de l’Europe, pour lequel il a mené des études sur la Suède puis l'Autriche.
Parallèlement, il fonde avec quelques amis L'Atelier (1975-1980), groupe de réflexion sur la politique culturelle, puis participe aux travaux de la commission Pingaud (1982) sur le livre et la lecture. Il animera ensuite avec le groupe Le lac des Signes plusieurs universités d’été sur le livre, base de ses Discours sur le livre, L’Éloge de la Librairie puis des Bibliothèques. Il poursuit la même démarche avec le groupe de « L’Hélikon » (1998-2008) puis avec « les Trois P. » en Bourgogne, association organisatrice de colloques sur le thème des images et des musées.
De 1969 à 1990, il réside dans une petite ville de Seine-et-Marne, où, après sa femme, il est conseiller municipal. Marié à Alix Romero, comédienne (elle a notamment joué à Strasbourg La Mégère apprivoisée de Shakespeare, La Bonne Âme du Se-Tchouan de Brecht, etc.) et qui est aujourd’hui maquettiste. Ils ont eu ensemble deux fils, Sébastien Marrey (technicien de théâtre) et Gilles Marrey, peintre (catalogue chez Actes Sud en 2005). Sa petite fille est la réalisatrice Angèle Marrey.
Il a beaucoup voyagé, en Italie, en Grèce, en Hollande, en Allemagne, à Leningrad, en Yougoslavie, en Suède, en Crète, en Autriche… autant de pays dont il s’inspire, à moins qu’il n’aille « vérifier » sur place poèmes et récits. Sont ainsi issus de ces voyages, Les Sept Iles de la mélancolie, ou les différents « Carnets » consacrés à la Grèce et à Chypre.
Baptiste-Marrey écrit dès l’âge de quatorze ans, dans des styles très divers, des journaux, des essais et, à partir de 1955 de nombreux textes (dont quelques adaptations) pour la radio et le théâtre, assurant parfois leur mise en scène. Il a écrit de multiples articles dans la presse et les publications spécialisées, telles que Théâtre populaire, Le Mercure de France, dont il a assuré la critique dramatique, TNP, CNRS, etc.
Après deux ans de silence, les années 1975-1976 marquent un nouveau style d’écriture et une nouvelle production. Sous le nom de plume de Baptiste-Marrey, il se consacre désormais à une œuvre aux multiples aspects où la poésie, l’essai et la fiction romanesque tiennent leur place. Dans un cycle de plusieurs récits, dont l’organisation se modifie avec le temps, il cherche à restituer la mémoire individuelle et collective de notre Europe, les passions amoureuses et, à travers leurs déchirements, interroge les rapports du visible et de l’invisible, ainsi que les mécanismes intérieurs de la création : la musique avec Les Papiers de Walter Jonas (Grand Prix du Roman SGDL), la peinture avec L’Atelier de Peter Loewen et le Maitre de Stammholz, suivi du Peuple sans Loi, le théâtre et le cinéma avec le Roman Crétois, et Le Montreur de Marionnettes. La Terre Promise reprend ces différents thèmes sous les apparences d’un faux polar américain. Ici et là, ses personnages essaient d’apporter la preuve, toujours menacée, qu’une quête du sens (d’un sens) n’est pas forcément vouée à l’échec.
Désormais écrivain « à plein temps », Baptiste-Marrey vit et travaille en partie dans la banlieue sud-est de Paris, en partie dans l’Yonne. Avec son frère Bernard Marrey (directeur-fondateur des éditions du Linteau), il fait donation en 2002 de la collection de ses parents au Musée de Sens (œuvres notamment du ferronnier Raymond Subes et du céramiste Jean Mayodon).
Ses livres sont édités par Actes Sud, Le Temps qu’il fait, Françoise Bourin, Julliard, Desclée de Brouwer et Fayard.
Il a été également éditeur de textes de P. de Dadelsen, R. Bissière et de M. Saint-Denis. Il est l’auteur de la première monographie sur le peintre Marc-Antoine Bissière dit Louttre.B.